# Guczum-Kali
Guczum-Kali (ros. Гучум-Кали) – wieś w Rosji, w Czeczenii, w rejonie itum-kalińskim. W 2010 liczyła 221 mieszkańców.